# Vuzix
Vuzix — американская технологическая компания со штаб-квартирой в Рочестере, штат Нью-Йорк, занимающаяся разработкой и реализацией компьютерных устройств и программного обеспечения. Наиболее известна работой в области видеоочков, а также нательных устройств для отображения виртуальной и дополненной реальности.

## Деятельность
Vuzix имеет более 148 патентов и заявок на патенты, а также большое количество лицензий в области видеоочков. В январе 2013 года её гарнитура Smart Glasses M100 — один из первых заявленных конкурентов Google Glass — получила премию выставки Consumer Electronics Show в области инноваций как первая персональная коммуникационная система для подключения потребителей к облачному сервису хранения данных. Осенью 2012 года стало известно, что Аэрофлот заказал системы дополненной реальности для пилотов гражданских авиалиний на основе программного обеспечения производства Московского государственного технического университета гражданской авиации (МГТУ ГА) и видеосистем Vuzix — в частности системы дополненной реальности Vuzix STAR 1200.
Vuzix основана как публичная компания в 1997 году. На настоящий момент[когда?], помимо штаб-квартиры, имеет представительства в Оксфорде и Токио и штат, насчитывающий более 100 сотрудников. В ассортименте компании есть видеоочки для индивидуального просмотра мультимедийного контента линеек iWear и Wrap, совместимые с игровыми консолями, медиаплеерами и мобильными телефонами, очки виртуальной реальности линейки VR, применяемые в разнообразной деятельности, включая медицину и образование, а также очки дополненной реальности линейки AR, используемые для корпоративных презентаций, игр, симуляций и прочего.